# Tennis op de Olympische Zomerspelen 1906
Tennis is een van de sporten die beoefend werden tijdens de Olympische Zomerspelen 1906 in Athene.
Er werd gespeeld op de gravelbanen van de Athens Lawn Tennis Club 
Het IOC heeft later met terugwerkende kracht de erkenning van deze spelen als Olympische Spelen teruggedraaid. 

## Medailles

### Medaillewinnaars
| Onderdeel        | Goud | Goud                       | Zilver | Zilver                             | Brons | Brons                            |
| ---------------- | ---- | -------------------------- | ------ | ---------------------------------- | ----- | -------------------------------- |
| Mannenenkelspel  | FRA  | Max Décugis                | FRA    | Maurice Germot                     | BOH   | Zdeněk Žemla                     |
| Vrouwenenkelspel | GRE  | Esmée Simirioti            | GRE    | Sophia Marinou                     | GRE   | Euphrosine Paspati               |
| Mannendubbelspel | FRA  | Max Décugis Maurice Germot | GRE    | Ioannis Ballis Xenophon Kasdaglis  | BOH   | Ladislav Žemla Zdeněk Žemla      |
| Gemengddubbel    | FRA  | Marie Décugis Max Décugis  | GRE    | Sophia Marinou Georgios Simiriotis | GRE   | Xenophon Kasdaglis Aspasia Matsa |

### Medaillespiegel
| Rang   | Land        | Goud | Zilver | Brons | totaal |
| ------ | ----------- | ---- | ------ | ----- | ------ |
| 1      | Frankrijk   | 3    | 1      | 0     | 4      |
| 2      | Griekenland | 1    | 3      | 2     | 6      |
| 3      | Bohemen     | 0    | 0      | 2     | 2      |
| Totaal | Totaal      | 4    | 4      | 4     | 12     |

Athene 1896 · 
Parijs 1900 · 
St. Louis 1904 · 
Athene 1906 ·
Londen 1908 · 
Stockholm 1912 · 
Antwerpen 1920 · 
Parijs 1924 · 
Mexico-stad 1968 (demonstratie) · 
Los Angeles 1984 (demonstratie) · 
Seoel 1988 · 
Barcelona 1992 · 
Atlanta 1996 · 
Sydney 2000 · 
Athene 2004 · 
Peking 2008 · 
Londen 2012 · 
Rio de Janeiro 2016  · 
Tokio 2020  · 
Parijs 2024  · 
Los Angeles 2028 
Medaillewinnaars
Atletiek · Gewichtheffen · Roeien · Schermen · Schietsport · Schoonspringen · Tennis · Touwtrekken · Turnen · Voetbal · Wielrennen · Worstelen · Zwemmen